# Wybory parlamentarne w Danii w 1998 roku
Wybory parlamentarne w Danii w 1998 roku zostały przeprowadzone 11 marca 1998 roku. Wybory wygrała lewicowa partia Socialdemokraterne zdobywając 35,9% głosów, co dało partii 63 mandatów w 179 osobowym Folketingecie.
| Partia                       | % głosów | liczba mandatów |
| ---------------------------- | -------- | --------------- |
| Socialdemokraterne           | 35,9%    | 63              |
| Venstre                      | 24,0%    | 42              |
| Konserwatywna Partia Ludowa  | 8,9%     | 16              |
| Socjalistyczna Partia Ludowa | 7,6%     | 13              |
| Duńska Partia Ludowa         | 7,4%     | 13              |
| Centrodemokraci              | 4,3%     | 8               |
| Det Radikale Venstre         | 3,9%     | 7               |
| Sojusz Czerwono-Zielony      | 2,7%     | 7               |
| Chrześcijańscy Demokraci     | 2,5%     | 4               |
| Partia Postępu               | 2,4%     | 4               |
| Nowa Demokracja              | 0,3%     | -               |